# ليوناردو موريرا
ليوناردو موريرا (باليابانية: 盛礼良 レオナルド) (4 فبراير 1986 في ميناس جرايس في البرازيل – )؛ هو لاعب كرة قدم ياباني سابق كان يلعب كمهاجم.

## وصلات خارجية
- ليوناردو موريرا على موقع رابطة كرة القدم اليابانية للمحترفين (اليابانية)
- ليوناردو موريرا على موقع قاعدة بيانات كرة القدم.إي يو (الإنجليزية)
- ليوناردو موريرا على موقع Soccerway.com (الإنجليزية)